# بيومي أفندي (فلم)
بيومى أفندى فيلم مصرى أُنتج عام 1949م ومن بطولة يوسف وهبى وفاتن حمامة وتأليف وإخراج يوسف وهبى وإنتاج ستوديو مصر.

## رأييوسف وهبيفي الفيلم
باعتبار الفنان يوسف وهبى مخرج و مؤلف و بطل الفيلم فهو أكثر من يهمه نجاحه ويجب أن يبدى رأيه حوله بموضوعية وجاء رأي يوسف وهبى حول الفيلم من خلال مقالة نشرتها مجلة الإذاعة عام 1956 قائلا فيها: يعتز كل ممثل في حياته بأدوار فنية لا يزيد عددها عن أصابع اليدين...واستكمل حديثه الطويل ثم قال: ومن هذه الأدوار التي أفخر بها دورى في فيلم بيومى أفندى.
وكذلك عبر عن هذا الشعور في لقائه مع الإعلامية منى جبر في برنامج (اثنين على الهواء) عندما سألته عن أقرب أدواره إلى قلبه فأجاب (بيومي أفندي).

## أبطال الفيلم
- يوسف وهبى [بيومى أفندى]
- فاتن حمامة [زينات]
- ميمى شكيب [زبيدة]
- فاخر فاخر [نبيل]
- سراج منير [شكرى باشا]
- إيفون ماضى [ألفت]
- كمال حسين [الدكتور كمال]
- فريد شوقى [شوكت بيه]
- عبد الوارث عسر [الشيخ درويش]

## قصة الفيلم
تدور أحداث الفيلم حول بيومى مصطفى ساعاتى بسيط يحبه الناس جميعا لأمانته وذمته ومهارته في عمله فينجح ويعمل في محل كبير لبيع وصيانة الساعات ثم يقع في حب خادمة تسمى زبيدة ويتزوجها وينجب منها ولد وهو نبيل وبنت وهي زينات ولكنه يكتشف أن نبيل ليس ابنه بل ابن شوكت بيه الذي كانت تعمل عنده زبيدة فهو الذي أخبره بذلك وهو يحتضر وخطر بباله أن يقتل الولد ولكنه تراجع عن ذلك لطيبة قلبه فهو كان يرى أن الولد ليس له ذنب وخبأ هذا الأمر بداخله لسنين طويلة حتى كبر أولاده وصارابنه الإفتراضى عاقا به بينما كانت ابنته حنونة عليه وتحبه ويحبها حبا شديدا ودائما ما كان يردد لها عبارة [أنا ماليش غيرك...والنبى ما ليا غيرك] يعنى أنها ابنته الوحيدة.
وصار هو تاجر ساعات وجواهرجى مشهور ويتحول من بيومى أفندى إلى بيومى بيه.
وتمرض بنته فيعالجها الدكتور كمال الذي تقع في حبه ويقع في حبها ويتقدم لطلب زواجها فيوافق عليه أبوها ولكن ترفضه أمها وأخوها المزعوم وكذلك والد خطيبته شكرى باشا وألفت خطيبته لأن إخوته يزعمون أنه ليس أخوهم وأنه مثل نبيل الذي لا يدرى تماما وأمام وقاحة الأم وابنها باح بيومى أفندى بكل ما في نفسه لنبيل الذي حاول الانتحار ولكن بيومى الحنون اعتذر له وعاش معه حياتهم الطبيعية مجددا.

## روابط خارجية
- مقالات تستعمل روابط فنية بلا صلة مع ويكي بيانات